# Net Insight
Net Insight AB är ett nätverksutrustningsföretag som är noterat på Stockholmsbörsen. Företaget utvecklar och säljer utrustning för fiberoptiska nät. Kunderna är främst TV-bolag, produktionsbolag, kabeltvoperatörer och teleoperatörer i Europa och Nordamerika. Huvudkontoret finns i Solna.